# Tobias Schirmer
Tobias Schirmer (* 1. November 1982 in Fulda) ist ein deutscher Jazzmusiker (Schlagzeug).

## Leben und Wirken
Schirmer wuchs in Schlüchtern in einer Familie von Amateurmusikern auf. Bereits mit zweieinhalb Jahren probierte er die Schlagzeugstöcke des Vaters aus. Im Grundschulalter erhielt er Unterricht auf der Blockflötenunterricht, ab 1989 kamen private Klavierstunden dazu. Mit neun Jahren begann er in der Stadtkapelle Schlüchtern Trompete zu lernen. 1991 entdeckt er das Schlagzeug wieder, auf dem er unterrichtet wurde. Ab 1993 war er Mitglied der Bigband der Stadtkapelle Schlüchtern, wenig später war er auch in der Big Band des Ulrich-von-Hutten-Gymnasiums tätig, wo er außer Schlagzeug auch Trompete, Vibraphon und Bass spielte. Dreimal wurde er Erster Preisträger beim Hessischen Landeswettbewerb Jugend jazzt; fünf Jahre gehörte er als Perkussionist und Schlagzeuger zum Landesjugendjazzorchester Hessen unter Wolfgang Diefenbach. Bald spielte er auch in der Bigband Route 66 (in der auch sein Vater aktiv war), der Combo Jazz Fingers von Dirk Raufeisen, den Gruppen von Flip Gehring und dem Götz Ommert Trio. Seit 2000 nahm er Schlagzeug- und Perkussionsunterricht in der Musikwerkstatt Frankfurt; ab 2001 war er außerdem Gaststudent an der Hochschule für Musik Würzburg bei Mark Lutz. Dort studierte er anschließend klassisches Schlagwerk und Jazz-Schlagzeug. Nach dem Studium erhielt er einen Lehrauftrag in Würzburg.
Schirmer spielte seitdem auf dem Montreal Jazz Festival, dem Vancouver International Jazz Festival oder JazzAscona. Als klassischer Schlagwerker arbeitete er zusammen mit der Jungen Deutschen Philharmonie, dem Ensemble Kontraste und Klaus Hinrich Stahmer (Album Drums auf Wergo). Er gehörte zu Frank Seltens Gruppe Zu Viert und zum Blue Moon Orchestra. Weiterhin trat er mit Ernie Watts, Ken Peplowski, Brenda Boykin, Ray Bryant, Herb Geller, Tony Lakatos, Günter Lenz oder Hugo Strasser auf. Auch entwickelte er Solokonzerte, in denen er mit neuen Klangwelten aus zweckentfremdeten Klangkörpern wie Bremsscheiben und Sägeblättern, aber auch dem Zusammenspiel mit Computerprogrammen experimentiert.
Zudem spielt er bei Classic Affairs mit Christoph Sänger und Lindy Huppertsberg „verjazzte Klassik.“ Musikalisch engagierte er sich in einem afrikanischen Theaterprojekt mit Aufführungen in Burkina Faso. Unter dem Titel „Die Zeit ist aus den Fugen“ führte er zusammen mit dem Schauspieler Boris Wagner 2015 Texte von Heiner Müller auf dem Düsseldorf Festival auf. Er ist auch auf Alben von Dirk Raufeisen, Classic Affairs, Cleo & Jan Luley, dem Jörg Hurter Quintett und Alexander Wienand zu hören.
Schirmer wurde 2002 mit dem Kultur-Förder-Preis des Main-Kinzig-Kreises ausgezeichnet und erhielt mit dem Alexander Wienand Trio 2010 den Bayerischen Kunstförderpreis in der Sparte Musik und Tanz. Er ist nicht mit dem gleichnamigen Klarinettisten zu verwechseln.